# Seznam litovskih filozofov
Seznam litovskih filozofov.

## G
- Juozas Girnius
- Algirdas Julius Greimas (litovsko-francoski)
- Aaron Gurwitch (litovsko-ameriški judovskega rodu)

## J
- Arvydas Juozaitis

## K
- Mordecai Kaplan
- Bronius (Bronislovas Juozas) Kuzmickas

## L
- Emmanuel Lévinas (1906-1995) (litovsko-francoski judovskega rodu)

## M
- Vytautas Mačernis

## S
- Aivaras Stepukonis

## Š
- Arvydas Šliogeris

## Z
- Zigmas Zinkevičius (lingvist)